# Krušnohorské divadlo
Krušnohorské divadlo, též Krušnohorské divadlo v Teplicích, Městské divadlo Teplice-Šanov, Divadlo bratří Čapků Teplice-Šanov, Krajské krušnohorské divadlo působilo v letech 1874 až 1994 jako sídlo stálého operního, operetního a činoherního souboru, původně jen německého. České hry se začaly objevovat od roku 1924. V červnu 1945 byl divadelní provoz obnoven s pomocí Jihočeského divadla v Českých Budějovicích. Od roku 1958 až do zrušení v roce 1994 se soubor orientoval na operety a muzikály. Od té doby využívají divadelní budovu převážně externí divadelní soubory jako stagionu.

## Historie

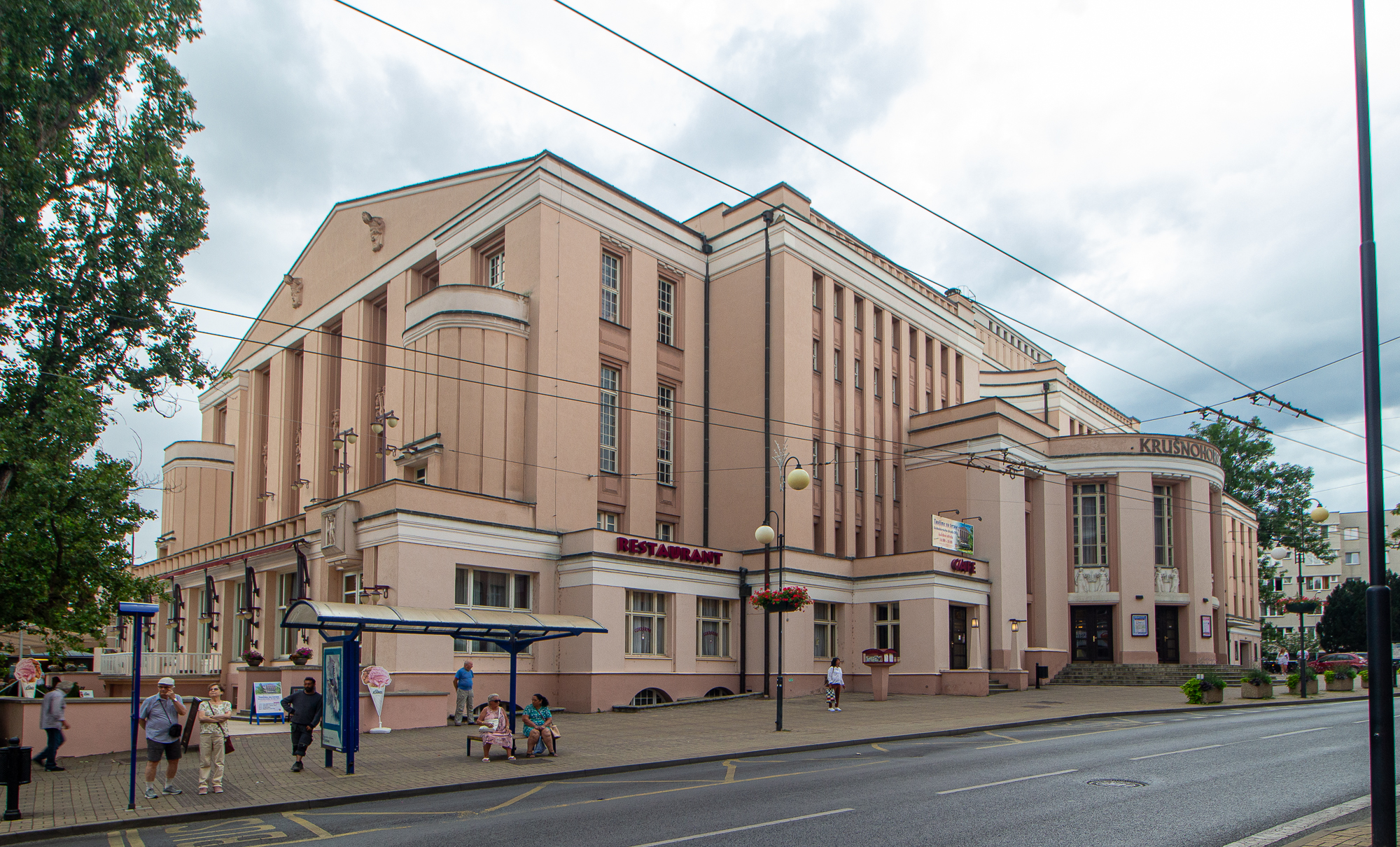
Krušnohorské divadlo

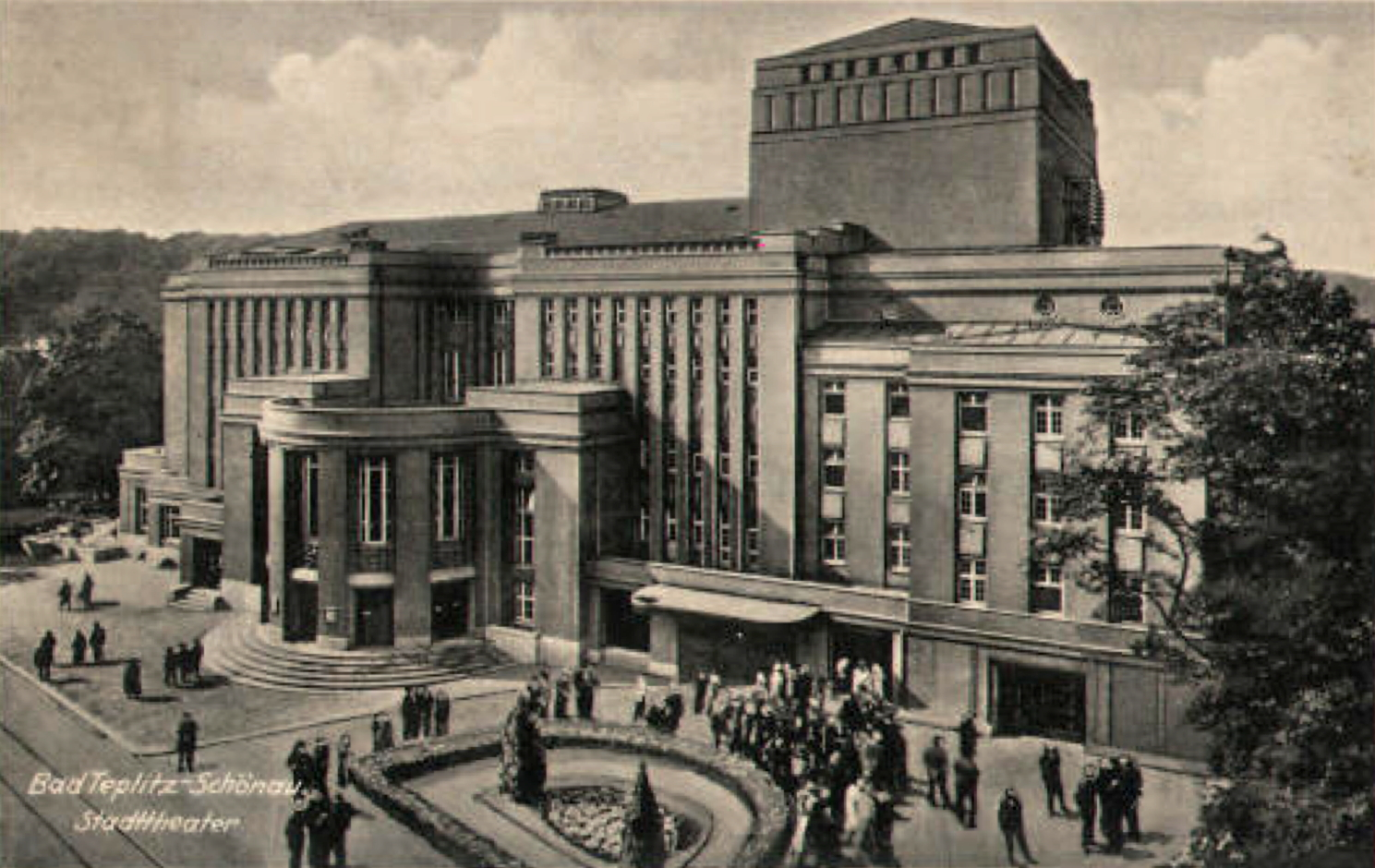
Historický snímek divadelní budovy

První teplické divadlo bylo zřízeno již v polovině 18. století na zámku za knížete Františka Václava z Clary-Aldringenu. S rozvojem lázní a rostoucím počtem návštěvníků Teplic však brzy kapacita zámeckého divadla přestala být dostačující a v polovině 19. století bylo rozhodnuto o výstavbě samostatné divadelní budovy. Novorenesanční stavba vznikla v letech 1872–1874 podle projektu Josefa Zítka a Josefa Turby. Divadlo mělo kapacitu 1000 diváků a zahrnovalo také kavárnu. Tato budova vyhořela v noci na 1. září 1919 a krátce poté bylo rozhodnuto o stavbě nového divadla na stejném místě.  
Původní návrh Adolfa Linnebacha byl zamítnut kvůli přehnaným prostorovým a technickým nárokům, nový projekt vypracoval Rudolf Bitzan. Stavba probíhala v letech 1921–1924 a postupně byla zpřístupňována již od roku 1923. Architektonické pojetí spojuje prvky doznívající secese a nastupující moderny. Vnitřní výzdobu divadla realizovali členové drážďanské akademie Richard Guhr a Alexander Baranowsky.  
Kromě vlastního divadla zahrnovala budova také velký společenský sál, kavárnu, několik restaurací a kino. Víceúčelové využití stavby se odráželo v dobovém názvu Městské sály (Stadtsäle), neoficiálně se užívalo také pojmenování Sudetoněmecké národní divadlo. Po pražských divadlech bylo teplické divadlo největší budovou tohoto typu v tehdejším Československu.  
V září 1923 bylo otevřeno kino, na Nový rok 1924 malý sál a kavárna, provoz samotného divadla byl zahájen 20. dubna 1924 slavnostním představením Wagnerovy opery Mistři pěvci norimberští. 